# الرابطة الوطنية للمرشدات وفتيات كشافة أرمينيا
الرابطة الوطنية للمرشدات وفتيات كشافة أرمينيا هو اتحاد توجيهي وطني في أرمينيا تأسس الاتحاد عام 1988، بينما تأسست النقابة في عام 1996 وأصبح عضوا منتسبا للجمعية العالمية للمرشدات وفتيات الكشافة في عام 2002 وعضوا كامل العضوية في عام 2014. والمنظمة للفتيات فقط وتضم 1200 عضوة (حسب إحصائية عام 2014).